# کلانگور
کلانگور (لهستانی: Klangor) یک مجموعهٔ تلویزیونی جنایی لهستانی است که در سال ۲۰۲۱ منتشر شد.
عنوان «کلانگور» اشاره‌ای به صدا و آوای دُرناهاست که فرا رسیدن بهار را مژده می‌دهد و نماد امید است.

## گزیدهٔ بازیگران
- آرکادیوش یاکوبیک
- مایا اوشتاشفسکا
- وویچیخ متسفالدوفسکی
- پیوتر ویتکوفسکی
- ماگدالنا چروینسکا
- الکساندرا پولووفسکا
- ماچئی موسیاو
- سزاری کوشینسکی
- ماگدالنا کولشنیک
- پائولینا گاوونسکا
- کاتاژینا گاوُنزکا